# Piacenza Football Club 1957-1958
Questa pagina raccoglie le informazioni riguardanti il Piacenza Football Club nelle competizioni ufficiali della stagione 1957-1958.

## Stagione
Nella stagione 1957-1958 il Piacenza ha disputato il girone C dell'Interregionale 1ª Categoria, un torneo a 16 squadre, con 34 punti si è piazzato in quinta posizione di classifica. Il campionato è stato vinto dallo Spezia con 45 punti. Sono state ammesse alla Serie C, oltre ai liguri vincitori del campionato: Casale, Varese, Piacenza, Arezzo e Lucchese.
L'addio di Ercole Bodini porta sulla panchina biancorossa l'ex juventino Oreste Barale che però durerà poco, infatti a gennaio è stato sostituito dal monticellese Sergio Rampini, il cambio è stato determinato da una partenza in campionato non all'altezza delle premesse, con il nuovo tecnico è stato promosso in prima squadra un giovane del vivaio Giancarlo Cella II classe 1940, per non confonderlo con Albino Cella I classe 1938, questi cambi portano alla attesa svolta. La squadra di Sergio Rampini sale posizioni in classifica, anche grazie alle reti di Franco Ghiadoni, ne realizzerà 14 nel torneo, e alla saggia regia di Rinaldo Marchesi. Il quinto posto finale dà al Piacenza concrete speranze di ripescaggio in Serie C, speranze confermate il 9 luglio 1958 dalla ratifica della Lega Nazionale del ritorno in Serie C.

## Rosa
| N. |                   | Ruolo | Calciatore        |
| -- | ----------------- | ----- | ----------------- |
|    | Italia (bandiera) | C     | Orlando Bissi     |
|    | Italia (bandiera) | A     | Antonio Caprioli  |
|    | Italia (bandiera) | A     | Albino Cella      |
|    | Italia (bandiera) | A     | Giancarlo Cella   |
|    | Italia (bandiera) | D     | Ernesto Cesena    |
|    | Italia (bandiera) | D     | Aldo Colombetti   |
|    | Italia (bandiera) | C     | Carlo Colombetti  |
|    | Italia (bandiera) | C     | Piero Ferri       |
|    | Italia (bandiera) | D     | Mario Gabbiani    |
|    | Italia (bandiera) | C     | Alberto Galandini |

| N. |                   | Ruolo | Calciatore         |
| -- | ----------------- | ----- | ------------------ |
|    | Italia (bandiera) | A     | Giovanni Galetti   |
|    | Italia (bandiera) | A     | Franco Ghiadoni    |
|    | Italia (bandiera) | A     | Antonio Giocoli    |
|    | Italia (bandiera) | C     | Gabriele Imperiali |
|    | Italia (bandiera) | C     | Rinaldo Marchesi   |
|    | Italia (bandiera) | P     | Learco Menta       |
|    | Italia (bandiera) | D     | Bruno Perissinotto |
|    | Italia (bandiera) | P     | Luigi Saletti      |
|    | Italia (bandiera) | C     | Primo Succi        |
|    | Italia (bandiera) | C     | Antonio Vanelli    |

## Risultati

### Girone di andata
| Arbitro: | Torcini (Firenze) |

|                  |           |  |
| Colagiovanni 41’ | Marcatori |  |

| Arbitro: | Pastechi (Pisa) |

|           |           |               |
| Ferri 76’ | Marcatori | 17’ Fumagalli |

| Arbitro: | Visconti (Asti) |

|                                    |           |                                 |
| Toschi 7’ Castoldi 9’ Costalli 54’ | Marcatori | 12’ Ghiadoni 76’ (aut.) Galetti |

| Arbitro: | Angelini (Lugo di Romagna) |

|                   |           |                            |
| Ghiadoni 55’, 79’ | Marcatori | 14’, 59’ Aielli 29’ Migoni |

| Arbitro: | Capodagli (Ravenna) |

|           |           |             |
| Lenci 20’ | Marcatori | 15’ Cella I |

| Arbitro: | Gardelli (Forlì) |

|                                                                            |           |  |
| Ghiadoni 17’ (rig.) 46’, 88’ (rig.) Caprioli 23’ Galandini 25’ Cella I 43’ | Marcatori |  |

| Arbitro: | Molinari (Genova) |

|                             |           |  |
| Fabbri 16’ Borella 79’, 81’ | Marcatori |  |

| Arbitro: | Negri (Monza) |

|              |           |  |
| Ghiadoni 57’ | Marcatori |  |

| Arbitro: | Sbardella (Roma) |

|           |           |  |
| Cioni 87’ | Marcatori |  |

| Arbitro: | Cerutti (Voghera) |

|                                              |           |  |
| Galetti 18’ Ghiadoni 50’ (rig.) Caprioli 73’ | Marcatori |  |

| Arbitro: | Angonese (Mestre) |

|                        |           |  |
| Ferri 14’ Marchesi 22’ | Marcatori |  |

| Arbitro: | Capodagli (Ravenna) |

|                            |           |           |
| Corelli 17’, 28’ Corti 78’ | Marcatori | 31’ Ferri |

| Arbitro: | Gardelli (Forlì) |

|                          |           |           |
| Galetti 12’ Ghiadoni 60’ | Marcatori | 78’ Volpi |

| Arbitro: | Di Tolla (Bolzano) |

|                           |           |                          |
| Bonizzoni 11’ Plodari 69’ | Marcatori | 63’ Cella I 87’ Ghiadoni |

| Piacenza 26 gennaio 1958 15ª giornata | Piacenza           | 0 – 0 | Cenisia | Barriera Genova\| Arbitro: \| Mariotti (Firenze) \| |
| Arbitro:                              | Mariotti (Firenze) |       |         |                                                     |

### Girone di ritorno
| Arbitro: | Verzè (Verona) |

|                 |           |  |
| Cella I 3’, 73’ | Marcatori |  |

| Arbitro: | Bellotto (Pordenone) |

|                                    |           |                 |
| Cantone 7’ Fumagalli 13’ Muzio 87’ | Marcatori | 3’, 5’ Cella II |

| Arbitro: | Caputi (Molfetta) |

|            |           |  |
| Cella I 5’ | Marcatori |  |

| Arbitro: | Carpani (Pavia) |

|                                        |           |              |
| Aielli 18’ (rig.) 56’, 79’ Landoni 90’ | Marcatori | 85’ Ghiadoni |

| Arbitro: | Barolo (Noale) |

|                           |           |                       |
| Marchesi 11’ Ghiadoni 59’ | Marcatori | 19’ Lenci 85’ Santoni |

| Cuneo 9 marzo 1958 21ª giornata | Cuneo                 | 0 – 0 | Piacenza | Stadio Fratelli Paschiero\| Arbitro: \| Ambrosini (La Spezia) \| |
| Arbitro:                        | Ambrosini (La Spezia) |       |          |                                                                  |

| Arbitro: | Luparia (Vercelli) |

|              |           |  |
| Marchesi 13’ | Marcatori |  |

| Arbitro: | Revello (Imperia) |

|  |           |              |
|  | Marcatori | 65’ Ghiadoni |

| Arbitro: | Marchiori (Padova) |

|              |           |  |
| Marchesi 29’ | Marcatori |  |

| Arbitro: | Rossi (Chiavari) |

|                               |           |                          |
| Belotti 14’ Cesena 51’ (aut.) | Marcatori | 29’ Marchesi 79’ Cella I |

| Arbitro: | Pastechi (Pisa) |

|           |           |                   |
| Villa 43’ | Marcatori | 40’, 66’ Caprioli |

| Arbitro: | Angonese (Mestre) |

|               |           |           |
| Galandini 51’ | Marcatori | 50’ Corti |

| Arbitro: | Caporale (Napoli) |

|                |           |               |
| Lucianetti 52’ | Marcatori | 44’ Galandini |

| Arbitro: | Verzè (Verona) |

|                           |           |               |
| Cella II 73’ Marchesi 76’ | Marcatori | 51’ Bonizzoni |

| Arbitro: | Francescon (Padova) |

|                         |           |                          |
| Geremia 86’ Ferrero 90’ | Marcatori | 48’ Cella I 55’ Ghiadoni |